# Silene melikjanii
Silene melikjanii är en nejlikväxtart som beskrevs av Taisumov och Teimurov. Silene melikjanii ingår i släktet glimmar, och familjen nejlikväxter. Inga underarter finns listade i Catalogue of Life.